# Steve Martin
Steve Martin (født 14. august 1945 i Waco, Texas, USA) er en amerikansk skuespiller, manuskriptforfatter og producer. Han er især kendt som komisk skuespiller i en lang række familiefilm. Han startede sin karriere som underholder til børnefødselsdage, inden han brød igennem som standup-komiker, og han har også skrevet manuskript til flere af sine film.
Han har blandt andet skrevet romanerne Mit behagelige selskab (dansk, 2004) og Shopgirl (engelsk, 2000).
Steve Martin er i de senere år også blevet kendt som en habil banjospiller.

## Filmografi
Steve Martin har medvirket i følgende film:
- The Absent-Minded Waiter (1977)
- Sgt. Pepper's Lonely Hearts Club Band (1978)
- Muppet går til filmen (1979)
- Hvem sa' fjols? (1979)
- Pennies from Heaven (1981)
- Bogart Junior (1982)
- Dead Men Don't Wear Plaid (1982)
- Manden, der havde en hjerne tilovers (1983)
- En ungkarl kommer sjældent alene (1984)
- Min bedre halvdel (1984)
- Movers and Shakers (1985)
- De kom, de så, de løb! (1986), også manuskriptforfatter
- Gys i blomsterbutikken (1986)
- Roxanne - næsen er i vejen (1987 – med Daryl Hannah)
- Røvtur på 1. klasse (1987 – med John Candy)
- Fræk, frækkere, frækkest (1988)
- Hele den pukkelryggede familie (1989)
- My Blue Heaven (1990)
- Mig og L.A. (1991)
- Brudens far (1991)
- Grand Canyon - I storbyens hjerte (1991)
- Hus-hjæælp (1992)
- $$$nyd og bedrag (1992)
- Livredderen (1994)
- Fars skat (1994)
- Brudens far 2 (1995)
- Sgt. Bilko (1996)
- The Spanish Prisoner (1997)
- Prinsen af Egypten (1988 – stemme i originalversionen)
- Når godtfolk kommer til byen (1999 – med Goldie Hawn og John Cleese)
- Bowfinger (1999 – med Eddie Murphy)
- Fantasia 2000 (1999)
- Joe Gould's Secret (2000)
- Novocaine (2001)
- Bringing Down the House (2003)
- Looney Tunes: Back in Action (2003)
- Det vilde dusin (2003)
- Det vilde dusin 2 (2005)
- Shopgirl (2005)
- The Pink Panther (2006)
- Baby Mama (2008)
- The Pink Panther 2 (2009)
- It's Complicated (2009)
- The Big Year (2011)
- Home (2015)
- Love the Coopers (2015)
- Billy Lynn's Long Halftime Walk (2016)